# رابرت دابلیو. کرت
رابرت دابلیو. کُرت (انگلیسی: Robert W. Cort؛ زادهٔ ۱۳ ژانویهٔ ۱۹۵۱) تهیه‌کننده اهل ایالات متحده آمریکا است. وی از سال ۱۹۷۶ میلادی تاکنون مشغول فعالیت بوده‌است.
از فیلم‌ها یا مجموعه‌های تلویزیونی که وی در آن‌ها نقش داشته‌است، می‌توان به موش‌های صحرایی، نزاع هارلن کانتی، سه مرد و یک نوزاد، کوکتل، پرنده‌ای روی سیم، هراس از عنکبوت، سه مرد و یک خانم کوچک، فعالیت کلاسی، پردیس، فرنگولی: آخرین جنگل بارانی، یکه و تنها، ترمینال سرعت، جنایات خیالی، دوتا زیاده، جومانجی، قطعه موسیقی آقای هولاند، ورود، هم‌دست، عروس فراری، آخرین رقص را نگه دار، نابودگر: جنسیس، بر اساس جنسیت، مردی بی‌گناه و پسرها اشاره نمود.
وی همچنین برندهٔ جوایزی همچون جایزه تمشک طلایی بدترین فیلم شده‌است.